# 克羅伊茨山
47°31′12″N 10°48′46″E / 47.52000°N 10.81278°E

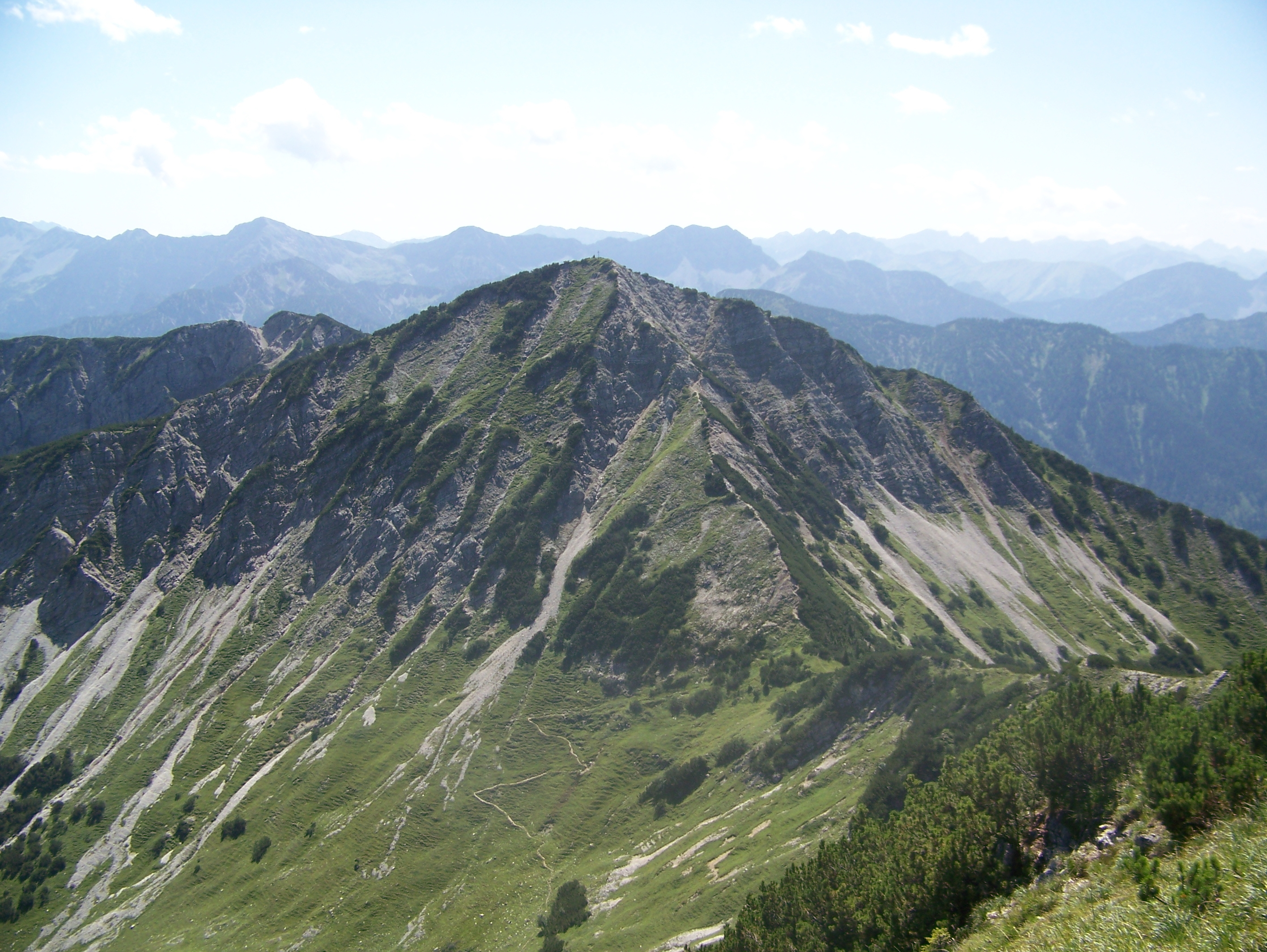

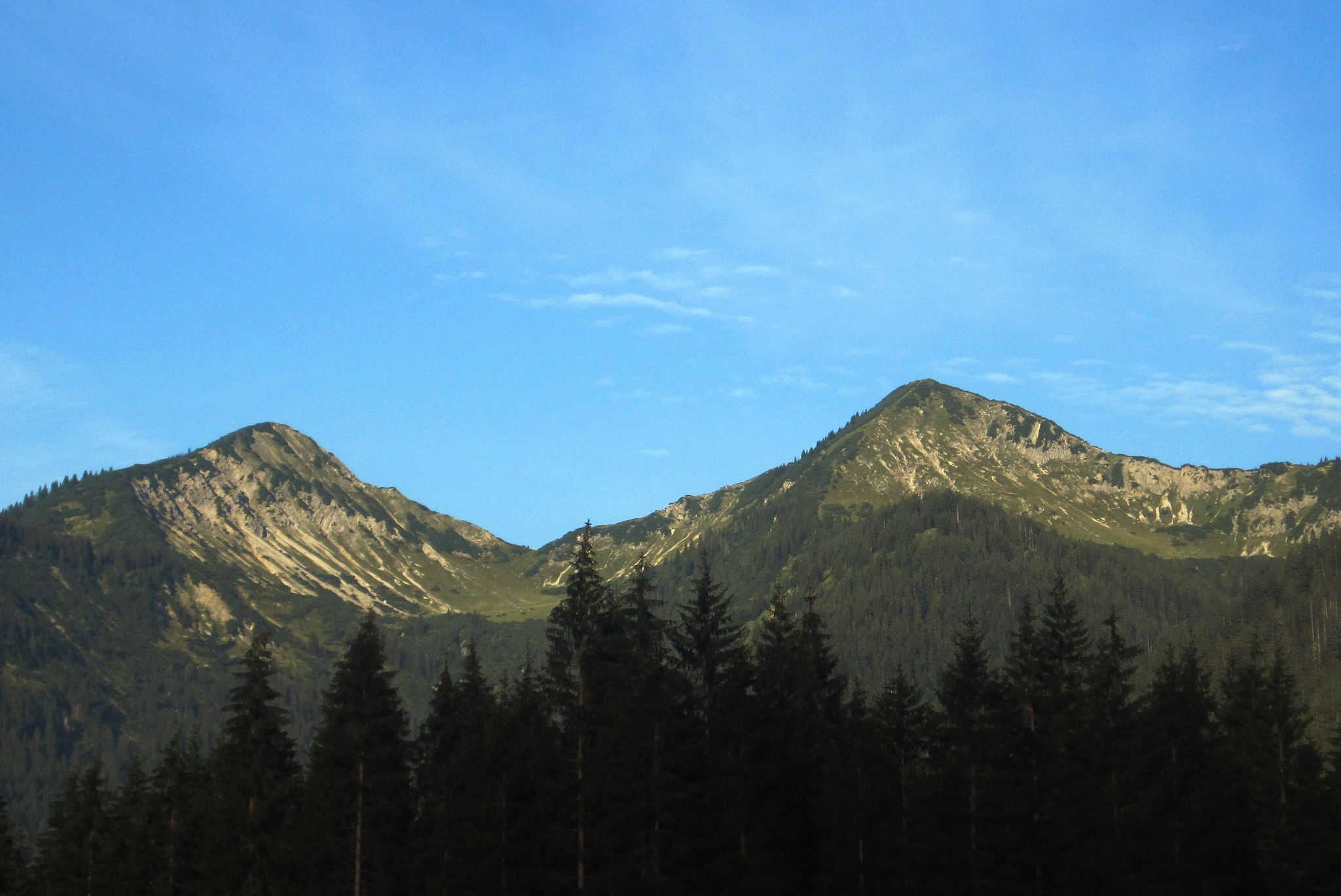

克羅伊茨山（德語：Kreuzkopf），是中歐的山峰，位於德國和奧地利接壤的邊境，屬於阿爾高阿爾卑斯山脈的一部分，距離上施特勞斯貝格山2.9公里，海拔高度1,910米。